# Malouetia lata
Malouetia lata är en oleanderväxtart som beskrevs av Markgr.. Malouetia lata ingår i släktet Malouetia och familjen oleanderväxter. Inga underarter finns listade i Catalogue of Life.